# Wola Rogozińska
Wola Rogozińska – wieś w Polsce położona w województwie łódzkim, w powiecie zgierskim, w gminie Zgierz.
W latach 1975–1998 miejscowość administracyjnie należała do ówczesnego województwa łódzkiego.
Wieś tworzy sołectwo o tej samej nazwie – Wola Rogozińska.